# Ликовно-еколошка колонија Бардача
Ликовно-еколошка колонија Бардача или (Ликовно-еколошка колонија Бардача-Србац) је једна од најстаријих Југословенских ликовних колонија, и најстарија ликовна колонија у Босни и Херцеговини. Иницијатива за оснивање је потекла на острву Ижу од стране академског сликара Рајка Петковића 1983. године, а основана је 1984. године у природном резервату Бардача у Бардачи, Општина Србац. ЛЕК на Бардачи није прекидана ни током рата у БиХ, те је у том периоду, поред ликовне и еклошке оријентације била и хуманитарна пошто је ратних година сву зараду од продаје слика давала дјеци погинулих бораца. У фундусу ЛЕК-а постоји преко 600 умјетничких дјела, од којих многе красе институције Републике Српске, а њихова вриједност се процјењује преко 2 милиона км.

### Историјат
Идеја о оснивању ликовно-еколошке колоније се родила на острву Иж, поред Задра на тамошњој ликовној колонији 1983. Иницијатори за оснивање бардачке колоније су били: новосадски слокар Рајко Петковић, поријеклом из Српца, Свјетлана Вујовић и Марјана Кобе, еколози из Љубљане. Ову идеју је Петковић предочио неколицини умјетника у Новоме Саду, окупљених око "Ликовног дворишта" и они су је прихватили. Крајем 1983. године је Рајко Петковић разговарао са представницима општине Србац, који су радо прихватили ову иницијативу. Поред Рајка Петковића, за формираље колоније је најзаслужнији и Угљеша Петковић, тадашњи директор Народног универзитета у Српцу, чијим ангажманом је колонија опстала финансијски.
| „ | Онима што долазе за нама морамо оставити барем још мало неокрњену природу, а не само отровану земљу, воду, здрак, умирајуће шуме и пророду опћенито, у којој је неодољив део човјека, а тај је- Жал као најкултивираније биће највећи загађивч природе | ” |

Маријана Кобе, Љубљана 1986.

### Прве одлуке о оснивању
- Да се у мају 1984. године оснује Прва југословенска ликовно-еколошка колонија на Бардачи са циљем да се природна богатства и љепоте општине Србац, а прије свега резерват Бардача, заштите од загађивања. (Бардача је иначе природни резерват коме је запријетила опасност да, због затрованих вода Врбаса, ово изузетно станиште за птице мочварице, доживи лагану смрт.)
- Да се мјесто Србац просторно уређује у складу са еколошким принципима.
- Да се инсистира на очувању човјекове околине у складу са еколошким постулатима, а да ликовни умјетници својим дјелима дају допринос на тему Умјетност у екологији и екологија у умјетности
- Обавезе умјетника према Колонији су да својим умјетничким радом допринесу буђењу културно-алтернативне еколошке свијести ширих, универзалних размјера.

### Први сазив Колоније
Први сазив ЛЕК-а је трајао од 25. маја 1984. до 10. јуна 1984. Поред великог броја умјетника, на Колонији су учествовали и еколози, познати стручњаци из хотрикултуре, архитекте, новинари и пјесници. Највећи број умјетника, њих 20 је било из Новог Сада.

## Учесници
Неки од учесника су: Милић од Мачве, Игор Антић, Јагода Беадер Маричић, Мирослав Билач, Милица Бјелановић, Јован Боб, Слободан Будилић...